# Tornesch
Tornesch település Németországban, Schleswig-Holstein tartományban. Lakosainak száma 14 606 fő (2023. december 31.). Tornesch Kummerfeld és Prisdorf községekkel határos.

## Népesség
A település népességének változása:
| Lakosok száma | 8404 | 13 652 | 13 779 | 14 118 | 14 350 | 14 606 |
|               | 1975 | 2017   | 2019   | 2021   | 2022   | 2023   |